# Herménégilde Duchaussoy
Pour les articles homonymes, voir Duchaussoy.
Herménégilde Duchaussoy, né le 6 mai 1854 à Hangest-sur-Somme (Somme) et mort à Versailles le 17 avril 1934 , est un enseignant et météorologue français. 

## Biographie
Il entra en 1870 à l'école normale d'Amiens puis, grâce à une bourse, en 1873 à l'école normale de Cluny. En 1876 il fut nommé professeur au collège d'Arras où il enseigna la physique, la chimie et l'agriculture. Il obtint l'agrégation en 1880, et partit enseigner au lycée de Bourges pendant cinq ans. Il revint à Amiens en 1885 pour enseigner les sciences au lycée d'Amiens et la chimie tinctoriale pour le compte de la Société industrielle pendant 17 ans.

### Duchaussoy, homme politique
Séduit dès sa jeunesse par les idées démocratiques, il fut l’un des fondateurs des universités populaires. Il était, parmi les républicains à l’avant-garde. Laïque convaincu, avec une pointe d’anticléricalisme, il était aussi ardent patriote.
Lors de la Première Guerre mondiale, il fut, en tant que premier adjoint au maire, retenu comme otage par l'armée allemande avec onze autres conseillers municipaux et le procureur général du 31 août au 3 septembre 1914. Le décès du maire d'Amiens Alphonse Fiquet, le 14 mai 1916, le fit accéder à la charge de maire. Il s'intéressa aux fichiers de prisonniers de guerre et conserva les archives de l'Œuvre des prisonniers civils et militaires du département de la Somme, dont il était alors vice-président et trésorier. 
Il consacra ses loisirs à l'observation de la nature, entassa des notes, fit des conférences et publia des opuscules, brochures et volumes. Selon sa correspondance, il eut de nombreux contacts en dehors de la région. Il fut membre de la Société des antiquaires de Picardie et de la Société linnéenne du Nord de la France, membre correspondant de la Société d'Horticulture et de Viticulture du Cher ainsi que de la Société historique du Cher. Il fut fait officier d'académie.

## Duchaussoy et la météorologie dans le département de la Somme
En 1890, il publie Les zones à grêle du département de la Somme, s'inspirant ainsi de M. Baille qui avait publié en 1867 dans l'Atlas météorologique de l'Observatoire un certain nombre de cartes résumant des documents anciens sur les orages à grêle. Il s'y trouvait une carte de la Somme pour les années 1847 à 1867 réalisée à partir des renseignements fournis par les compagnies d'assurances. L'année suivante, le docteur Lenoël, président de la Commission météorologique du département, dressait une nouvelle carte des grêles anciennes de 1850 à 1867 à l'aide de travaux conservés aux Archives départementales et des données fournies par les compagnies d'assurance. Quand H. Duchaussoy entreprend ce travail de cartographie, il utilise certes ses observations, mais surtout, il est le premier du département à collecter et synthétiser les observations des autres météorologues du département. Il recense ainsi 324 orages à Saint-Valery-sur-Somme, observés par le Dr Cousin de 1810 à 1827 ; 639 à Abbeville, observés par M. Callary, Brion et Hecquet de 1833 à 1859 ; 121 à Albert par M. Comte ; de 1866 à 1870 et 171 à l'École normale d'Amiens de 1879 à 1890. L'auteur signale qu'à partir de 1860, les documents sur la grêle sont plus complets, car il dispose alors des comptes de la Caisse départementale des secours contre la grêle (l'arrêté préfectoral du 18 décembre 1860 oblige les caisses d'assurances contre les risques à publier leurs comptes). Duchaussoy a contacté l'assurance contre la grêle, L'abeille, qui lui communique gracieusement la liste de tous les sinistres qu'elle a constatés sur la période considérée.
En 1894, il publie La météorologie du département de la Somme ouvrage dans lequel il dresse un tableau de la météorologie du département en utilisant les observations de Victor et Camille Chandon ainsi que celles d'Anatole Hecquet et de nombreux autres observateurs du département déjà cités. Le préambule de son étude décrit l'organisation des divers services d'observations météorologiques dans le département de la Somme.
Depuis l'impulsion donnée par Le Verrier, c'est l'Académie d'Amiens qui organise un service d'observations météorologiques. C'est l'un de ses membres, Édouard Gand, qui effectua les observations dans un local proche du square Saint-Denis. Ces observations étaient traitées par M. Decharme, professeur au lycée d'Amiens. D'après Édouard Gand, les observations ont été faites pendant quelques années avant que la maladie ne vienne les interrompre. Peu après, Émile Goët, de Roye, publiait une Topographie médicale et statistique de la ville de Roye comprenant un résumé des observations faites de décembre 1859 à fin mai 1860 avec - selon Duchaussoy - des instruments non vérifiés ou mal exposés.
Des observations plus précises ont été faites par M. Comte, directeur de la filature d'Albert, du 1er juillet 1865 au 10 janvier 1871, avec du matériel étalonné et vérifié par le personnel de l'Observatoire. Avec l'avancée prussienne, les observations sont interrompues
avec le bris du thermomètre (« par le bris du thermomètre à minima provoqué par l'irruption d'une bande d'ennemis »). Malgré ses demandes répétées afin de recevoir du matériel neuf, il ne fit que des observations pluviométriques consignées sur des agendas. Les observations météorologiques de l'École normale des instituteurs ont commencé le 1er mai 1867, le baromètre se trouvait dans la bibliothèque de l'École, à 31 mètres d'altitude. Les thermomètres et psychromètres (instrument formé de deux thermomètres, l'un à réservoir sec, l'autre à réservoir humide, qui sert à mesurer l'humidité de l'air) se trouvaient sous un abri disposé dans le jardin au milieu duquel était établi le pluviomètre. Les observations d'abord trihoraires ne sont plus faites que 3 fois par jour, à 6 h du matin, à midi et 9 h du soir à partir de mai 1879. Il subsiste des lacunes lors des années d'occupation, les Prussiens ayant transformé l'École en hôpital. Selon Duchaussoy, beaucoup d'erreurs ont été commises par la négligence des élèves.
Observations météorologiques de Victor et Camille Chandon de Montdidier est publié en 1902. Il s'agit d'un ouvrage de synthèse des observations de la famille Chandon qui, sur une durée de 86 ans, constitue une longue série de mesures météorologiques ; elles n'ont connu aucune interruption du 1er décembre 1783 à la fin de l'année 1869. Duchaussoy se penche sur les 172 tableaux (2 par année) contenant 32 422 mesures dont plus de 10 000 ont dû être converties de dimensions linéaires (Victor et Camille Chandon utilisaient certains instruments gradués en lignes et non en millimètres, ce qui rend difficile la lecture de la mesure et surtout sa comparaison avec des instruments normalisés) en millimètres et les températures de degrés Réaumur en degrés centigrades. La consultation des originaux des relevés de Victor et Camille Chandon sous forme brute donne une idée du fastidieux travail de synthèse encore une fois réalisé seul par Herménégilde Duchaussoy. 
La même année, avec la publication dans le Bulletin de la Société linnéenne du Nord d'un article intitulé Les assurances contre la grêle, Duchaussoy insiste sur la nécessité pour les agriculteurs de s'assurer contre la grêle. Les assurances mutuelles apparaissent au XIXe siècle et peinent à convaincre de leur utilité. La situation s'améliore à la fin du siècle, mais l'auteur reste sévère contre l'illusion qu'entretiennent les canons grêlifuges : « Dans quelques années tout le monde reconnaîtra que les canons grêlifuges faisaient beaucoup de bruit et peu de besogne. ». Après avoir démontré que le coût engendré par l'installation et l'utilisation d'une telle « artillerie grêlifuge » est bien plus important - surtout compte tenu de l'effet produit - que les bienfaits que peut offrir l'assurance contre la grêle, il donne quelques statistiques concernant les sinistres dans le département du fait de la grêle. Ainsi pour 20 ans (de 1791 à 1890), il y a eu 41 167 victimes de la grêle dans le département de la Somme ; 4 642 (soit seulement 11,2 %) étaient assurées, 4 315 seulement ont été secourues, et de façon médiocre. Le dommage total est évalué à 12 843 000 francs, les secours se sont élevés à 116 000 francs (soit 0,9 %) et les dégrèvements d'impôts à 248 000 francs (soit 1,9 %). Duchaussoy fait encore ici la démonstration de son talent qui consiste à utiliser la météorologie à des fins pratiques et démontrer de façon convaincante aux agriculteurs du département qu'il faut s'assurer contre la grêle.
Pour développer le service des avertissements agricoles, étudier les orages, encourager les observations, Urbain Le Verrier souhaita la création de commissions météorologiques départementales. Dans la Somme, le premier président fut le docteur Lenoël. En 1880, le Conseil général établit une station agronomique dotée d'une collection d'instruments. Celles-ci ont été réalisées par les directeurs M. Guignet et Nantier à partir du 15 octobre 1880. La station possédait un baromètre, un pluviomètre, des thermomètres, un psychromètre, un héliographe de Campbell, des enregistreurs Richard et une girouette. Les observations sont publiées dans les bulletins de la station agronomique, à partir de la même époque. Elles sont reprises dans le Bulletin de la Commission météorologique (29 bulletins mensuels d'aout 1884 à décembre 1886, et un bulletin annuel à partir de 1885). En 1894, la Commission est présidée par M. de la Hougue, ingénieur en chef des Ponts-et-Chaussées. Elle comprend une vingtaine de postes pour les observations pluviométriques ; la température est notée régulièrement à Saint-Valery, Beaucamps-le-Jeune, Doullens, Abbeville et Ham ; la migration des oiseaux et les phénomènes périodiques sont aussi étudiés. Herménégilde Duchaussoy en devient le président à partir de 1911. Il continue à présider la commission malgré la guerre et la charge de maire dont il hérite en mai 1916. En 1924, il redevient simple membre après avoir réorganisé une commission météorologique considérablement affaiblie par le premier conflit mondial.
Le travail météorologique du professeur d'agriculture sera continu au cours de sa vie puisqu'on a retrouvé aux archives de Météo-France une carte des zones à grêle mise à jour en 1925. Cette carte est publiée dans le Bulletin de la commission météorologique du département de la Somme la dernière année de sa présence au sein de la commission météorologique du département.

## Publications
- « Météorologie du département de la Somme », Amiens, Piteux frères typogr., 1892.
- « Végétation comparée de la Somme et du Cher', mémoire de la Société linnéenne du Nord de la France, tome IX, 1896, 71 p.
- « Beauquesne : sa commune, son château fort, sa prévôté royale, étude historique », Abbeville, Paillart, 1898.
- « Observations météorologiques de Victor et Camille Chandon de Montdidier », Amiens, Piteux frères, 1902-1904.
- « Visite des usines Frédéric Bayer et Cie à Elberfeld et Leverkusen », Amiens, T.Jeunet, 1908, 70 p.
- « Phénomènes lumineux observés en Picardie », Bulletin de la Société Linnéenne du Nord de la France, 1892, p. 68-73.
- « Les tremblements de terre en Picardie », Bulletin de la Société linnéenne du Nord de la France, 1893, n° 254, p. 305-314.
- « La température des eaux en Picardie », Bulletin de la Société linnéenne du Nord de la France, 1893-1896.
- « Les zones à grêle du département de la Somme de 1861 à 1890 », Annales du Bureau central météorologique de France, 1894.
- « Les Assurances contre la grêle », Bulletin de la Société linnéenne du Nord de la France, 1902, p. 88-101.
- « Journal météorologique année 1911 »,2e-3e trim. 1912.
- « Contribution à l'étude des oiseaux du Nord de la France par C. Van Kempen », Bulletin de la Société Linnéenne du Nord de la France, 1912.
- « Météorologie : nouvelle carte des zones à grêle du département de la Somme », Progrès agricole, 6-13 janvier 1924.
- « La vigne en Picardie et le commerce des vins de la Somme », mémoire de la Société des Antiquaires de Picardie, 1926-1927, tome 41-42.
- « Les anciens vignobles de la région de Meudon », Revue de l'histoire de Versailles et de Seine-et-Oise, 1928, p. 257-290.
- « L'hiver de 1709 en Picardie », Bulletin Société des Antiquaires de Picardie, tome 32, 1928.

## Archives départementales de la Somme
Un très riche « fonds Duchaussoy » est consultable aux archives départementales de la Somme (rue Saint-Fuscien, Amiens).
Sources concernant les « catastrophes naturelles » dans la Somme :
- 14 J 135-136 Archives de H. Duchaussoy, professeur de physique à Amiens.
- À 487 Publication des archives de Victor et Camille Chandon, instituteurs à Montdidier.
- BR 353 Les zones à grêle du département de la Somme de 1861 à 1890. Société linnéenne du Nord, 7 pages, 1 carte.
- 39 REV 68 Les tremblements de terre dans la Somme. Bulletin de la Société linnéenne du Nord n° 254, 1893, p. 305-314.
- 39 REV 121 Les assurances contre la grêle. Bulletin de la Société linnéenne du Nord n° 350, 1902, p. 88-101
- À 106 Météorologie du département de la Somme. Amiens. Piteux frères, 1892, 260 pages.